# Altamirano Sur
Altamirano Sur es una localidad y centro rural de población con junta de gobierno de 3ª categoría del distrito Raíces al Sud del departamento Tala, en la provincia de Entre Ríos, República Argentina. Se desarrolla linealmente sobre la ruta provincial 15, al sur del puente sobre el arroyo Altamirano.
La población de la localidad, es decir sin considerar el área rural, era de 57 personas en 2001 y no fue considerada localidad en el censo de 1991. La población de la jurisdicción de la junta de gobierno era de 255 habitantes en 2001.
Es una zona agrícola, donde se destacan los tambos, apicultura y avicultura. Posee una junta de Gobierno, y una escuela primaria.
La junta de gobierno fue creada por decreto 959/1984 MGJE del 28 de marzo de 1984 y sus límites jurisdiccionales fueron establecidos por decreto 3206/1987 MGJE del 23 de junio de 1987.